# Sineugraphe bipartita
Sineugraphe bipartita är en fjärilsart som beskrevs av Ludwig Carl Friedrich Graeser 1888. Sineugraphe bipartita ingår i släktet Sineugraphe och familjen nattflyn. Inga underarter finns listade i Catalogue of Life.